# Свидовец (река)
Свидовец (бел. Свідовец, укр. Свидівка; Свидовка; в среднем и верхнем течении река называется Болотница, у истоков — Плотница) — правый приток реки Уборть, расположенный на территории Житомирской (Украина) и Гомельской (Белоруссия) областей.
Ранее (до изменения русла) река впадала в реку Лохница.

## География
Длина 61 или 58 км, площадь водосборного бассейна 852 км², средний уклон водной поверхности 1,44 м/км. Не судоходна. Течёт по лесистой местности. Пойма заболоченная.
Река течет преимущественно в северном направлении. Река берёт начало на болотном массиве, что непосредственно севернее Усово (Овручский район). Устье около деревни Картыничи (Лельчицкий район).
Крупные притоки: Жолобница (левая); Червонка, Пертница, Зимуха, Бигунька (правые). Русло на территории Гомельской области (длина 16 км) выпрямлено и канализовано.
Населённые пункты на реке (от истока до устья): Усово, Селезовка (Украина); Руднище, Картыничи (Белоруссия).
У истоков реки расположен пруд Деводо Озеро, что в составе одноименного заказника. Далее на север (ниже по течению) река протекает по Полесскому заповеднику.